# کمپلکس گون

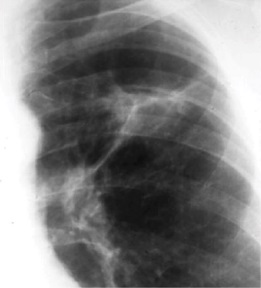
رادیوگرافی قفسه سینه کمپلکس گون فعال در سل

کمپلکس گون (انگلیسی: Ghon's complex) ضایعه‌ای است که در ریه یافت می‌شود و در اثر سل ایجاد می‌شود. ضایعات شامل کانون گون همراه با لنفادنوپاتی ریوی درون یک گره لنفاوی ریوی مجاور است. کمپلکس گون باکتری‌های زنده را حفظ می‌کند و آنها را به منابع عفونت‌زای ماندگار تبدیل می‌کند که ممکن است مجدداً فعال شده و سل ثانویه را در مراحل بعدی زندگی ایجاد کند.
در کشورهایی که شیر گاو آلوده به مایکوباکتریوم بوویس حذف شده است (به دلیل کشتن گاوهای آلوده و پاستوریزه کردن شیر)، سل اولیه معمولاً توسط مایکوباکتریوم توبرکلوزیس ایجاد می‌شود و تقریباً همیشه از ریه‌ها آغاز می‌گردد. به‌طور معمول، باسیل‌های استنشاقی در فضاهای هوایی دیستال در قسمت تحتانی لوب فوقانی یا قسمت بالایی لوب تحتانی، معمولاً نزدیک به پرده جنب کاشته می‌شوند. با ایجاد حساسیت ایمنی، ناحیه‌ای به طول ۱ تا ۱٫۵ سانتی‌متر از التهاب خاکستری-سفید همراه با سفت‌شدگی ظاهر می‌شود که به عنوان کانون گون شناخته می‌شود. در بیشتر موارد، مرکز این کانون دچار نکروز پنیری می‌شود. تکمه باسیل‌های سل، چه آزاد و چه در فاگوسیت‌ها، به گره‌های ناحیه‌ای تخلیه می‌شوند که اغلب پنیری هستند. این ترکیب از ضایعه پارانشیمی ریه و درگیری گره به عنوان کمپلکس گون نامیده می‌شود. در طی چند هفته اول، انتشار لنفاوی و خونی به سایر نقاط بدن نیز وجود دارد.
تقریباً در ۹۵٪ موارد، ایجاد ایمنی سلولی عفونت را کنترل می‌کند.

## تمایز
کمپلکس گون دچار فیبروز پیشرونده می‌شود که اغلب با کلسیفیکاسیون قابل تشخیص رادیولوژیکی (کمپلکس رانکه) دنبال می‌شود و با وجود کاشت باسیل در سایر اندام‌ها، هیچ ضایعه ای ایجاد نمی‌شود. با وجودِ برخی شباهت‌ها، کمپلکس رانکه و کمپلکس گون مترادف و یکی نیستند. کمپلکس رانکه تکاملی از کمپلکس گون است (در نتیجه بهبود بیشتر و کلسیفیکاسیون ضایعه)
کمپلکس گون به نام آسیب‌شناس اتریشی آنتون گون نام‌گذاری شده است. کمپلکس رانکه به افتخار کارل ارنست رانکه متخصص ریه آلمانی نام‌گذاری شده است.